# روبرت إيتون
روبرت إيتون هو سياسي كندي، ولد في 5 أغسطس 1871 في كندا، وتوفي في 13 يونيو 1964 في سيدني في كندا. حزبياً، نشط في الحزب الليبيرالي الألبرتي والحزب الليبرالي الكندي. وقد انتخب عضو الجمعية التشريعية ألبرتا.